# Dextro-amfetamine
Dextro-amfetamine of dexamfetamine is de rechtsdraaiende optische isomeer van amfetamine die wordt gebruikt als geneesmiddel bij de behandeling van ADHD/ADD en narcolepsie.
In Nederland valt het middel zoals alle amfetaminepreparaten onder de Opiumwet.

## Werking
De stof stimuleert het centraal zenuwstelsel en verhoogt het vrijgeven van voornamelijk norepinefrine en dopamine als een agonist en heropnameremmer bij bovengenoemde. Er is ook affiniteit voor serotonine maar dit is in de meeste gevallen verwaarloosbaar.

## Toepassingen
De verbinding werd vroeger gebruikt ter onderdrukking van de eetlust bij de behandeling van vetzucht. De waarde was echter twijfelachtig. De stof werd tevens bij depressies toegepast.
Tegenwoordig is de verbinding beschikbaar voor behandeling van ADHD en ADD bij kinderen en volwassenen.
Het middel is in Nederland verkrijgbaar in tabletvorm op recept. Dexamfetamine 5 mg is inmiddels geregistreerd als Tentin. Hierdoor is in het groot bereid doorgeleverde Dexamfetamine niet meer toegestaan in Nederland.
Deze verandering naar geregistreerde tablet werd op 1 mei 2016 van kracht waarbij de prijs met ongeveer 20 euro per aflevering van 30 tabletten (van 5 mg) steeg. Sinds november 2016 is Medice B.V. het bedrijf dat Tentin in Nederland op de markt brengt.

## Werking en verschil met methylfenidaat
Dextro-amfetamine verschilt van het meestal voorgeschreven medicijn voor ADD/ADHD methylfenidaat (merknamen o.a. Concerta, Equasym, Medikinet en Ritalin of Rilatine). Dextro-amfetamine stimuleert het vrijgeven van dopamine en noradrenaline. De primaire actie van methylfenidaat berust op de heropnameremming van onder andere dopamine en norepinefrine, mede hierdoor heeft methylfenidaat andere (bij)werkingen dan dextro-amfetamine. Sommige patiënten reageren beter op dextro-amfetamine dan op methylfenidaat en vice versa.

## Situatie in België
In België bestaat, in tegenstelling tot Nederland, geen ontheffing voor (lis)dexamfetamine bij therapeutisch gebruik in de wetgeving. Drugtests reageren op de aanwezigheid van een "amfetamine kern", een benzeenring gelinkt aan een aminegroep, waardoor alle moleculen met die kern een positief resultaat geven. Indien de concentratie in het bloed hoger is dan 25ng/ml zal men bij controle het rijbewijs intrekken en kan het voertuig in beslag worden genomen, en zal men vervolgd worden onder Artikel 37bis van de Wet van 16 maart 1968
. Eenzelfde verkeerswetgeving bestaat in Duitsland.
In de strafwet viseert de Wet van 27 februari 1921 de stoffen waarvan bezit, gebruik of vervoer verboden is op basis van werking, er is geen indicatieve, limitatieve lijst van dergelijke stoffen. Dit maakt dat door het werkingsprincipe dextro-amfetamine hier ook onder valt.